# イルジー・ヴァルトハンス
イルジー・ヴァルトハンス（Jiří Waldhans, 1923年4月17日 - 1995年3月28日）は、チェコの指揮者。名前についてはワルドハンスと表記されることもある。

## 経歴
1923年、ブルノで生まれた。1942年から1946年まで、ブルノ音楽院でボフミール・リシュカに師事して指揮法を学ぶ一方で、マサリク大学にも在籍して音楽学も学んだ。
1948年から1951年までオストラヴァ国立歌劇場で練習指揮者を務め、1955年にオタカール・パルジークの後を受けてヤナーチェク・フィルハーモニー管弦楽団の首席指揮者となった。1956年にモーツァルテウム音楽院でイーゴリ・マルケヴィチのマスター・クラスに参加している。1962年にブルノ国立フィルハーモニー管弦楽団の首席指揮者となり、1978年まで務めた。
教育者として1978年からヤナーチェク音楽院で後進の指導に当たったが、1981年に脳卒中のために引退。
1995年、ブルノで死去。